# Ordre du Million d'Éléphants et du Parasol blanc
Pour les articles homonymes, voir Éléphant (homonymie).
L’ordre du Million d’Éléphants et du Parasol blanc est un ordre du Laos, alors sous protectorat français, créé en 1909 par le roi Sisavang Vong. Cet ordre à classe unique jusqu’en 1927 récompensait les services exceptionnels civils et militaires. Après 1927, l’ordre comporte quatre classes, puis par la suite cinq classes ainsi qu’un collier. Il a été supprimé avec la fin de la monarchie au Laos le 1er décembre 1975 (fin du règne de Savang Vatthana, fils du fondateur).

## Récipiendaires français

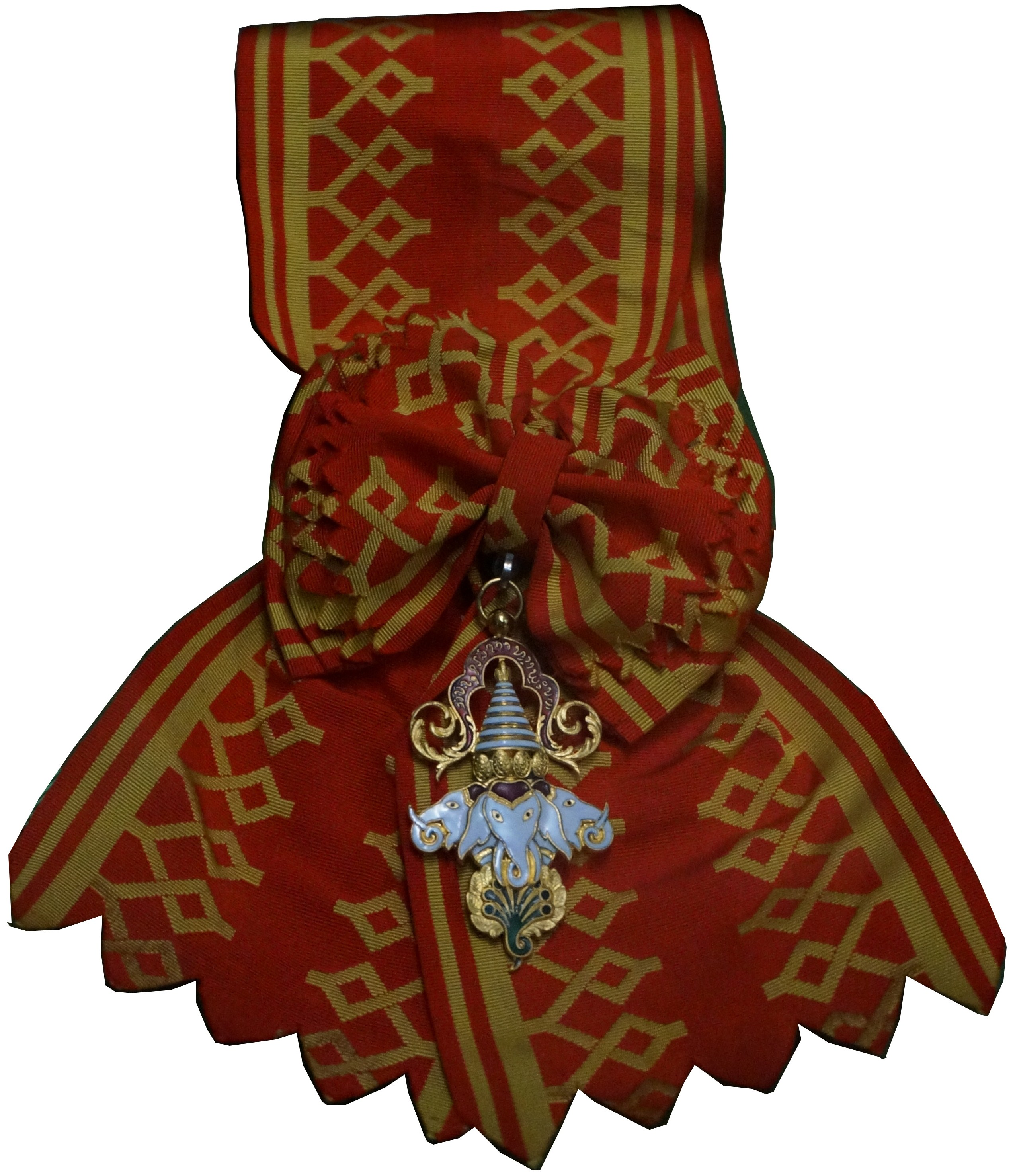
Cordon de Grand-croix du général Ély.

- Charles de Gaulle, président français – grand croix du Million d'Eléphants et du Parasol blanc ;
- Robert Schuman, président de l’assemblée parlementaire européenne, ancien ministre français des affaires étrangères – grand croix du Million d'Eléphants et du Parasol blanc ;
- Léon Noël, diplomate ;
- François Valentin, général d'armée – commandeur de l'ordre du Million d'Éléphants et du Parasol blanc[1] ;
- Alain de Lacoste-Lareymondie, homme politique français, chef du cabinet civil du général de Lattre et du général Salan, pendant la guerre d'Indochine ;
- Marcel Bigeard officier général et ancien secrétaire d'État à la Défense ;
- Raoul Salan officier général, ancien gouverneur militaire de Paris et artisan du putsch des généraux en 1961 ;
- Paul Ély, grand croix, général français ;
- Bob Maloubier, affecté à la Force 136, il est parachuté au Laos en 1945, et est fait prisonnier par les Japonais - commandeur de l'ordre ;
- Marcel François Goulette, (1893-1932) aviateur colonial, cet ordre lui a été décerné pour son raid aérien en Asie. Lors de son voyage de retour, il rapatria à son bord le gouverneur Pasquier à Paris ;
- Pierre Fourcaud, officier français du BCRA et du SDECE - grand officier de l'ordre ;
- Charles de Gorostarzu, vicaire apostolique dans le Yunnan ;
- Philippe Leclerc de Hauteclocque, général français ayant commandé la 2e division blindée durant la Seconde Guerre mondiale ;
- Jacqueline Auriol, aviatrice. Commandeur de l'ordre ;
- Adrien Conus, Compagnon de la Libération. Commandeur de l'ordre ;
- Jean Deuve. Commandeur de l'ordre ;
- Pierre Iehle, amiral français, compagnon de la Libération. Commandeur de l'Ordre ;
- Antoine Monis, préfet. Officier de l'ordre (1912) ;
- Michel Bollot, Compagnon de la Libération. Officier de l'ordre ;
- Jacques Bourdis, général de corps d'armée, compagnon de la Libération. Officier de l'ordre ;
- Roger Faulques. Officier de l'ordre ;
- Bernard Fuchs, général de brigade aérienne, compagnon de la Libération. Officier de l'ordre ;
- Georges Galichon, diplomate. Officier de l'ordre ;
- Henri Galliard, médecin et parasitologiste. Officier de l'ordre (16 mai 1941) ;
- Marcelle Lafont, résistante. Officier de l'ordre.
- René Lesecq, Compagnon de la Libération. Officier de l'ordre.
- Paul Marson, Compagnon de la Libération. Officier de l'ordre

- Pierre Latanne. Officier de l'ordre
- Jacques Bouvery, officier dans l'ordre, colonel, ancien Jedburgh, Force 136, commandeur LH, Plaine des Jarres 1953 ordonnance royale N° 287 du 15.10.1953
- Julien Busca, aviateur de l'escadrille 2, officier de l'ordre 22 mai 1931
- Henri Ponsot, diplomate, officier de l'ordre 17 janvier 1912
- Mme Le Danic née Yonnet , chevalier de l'ordre le 8 mai 1929
- Georges DELOYE, Officier, 1920

## Notes et références

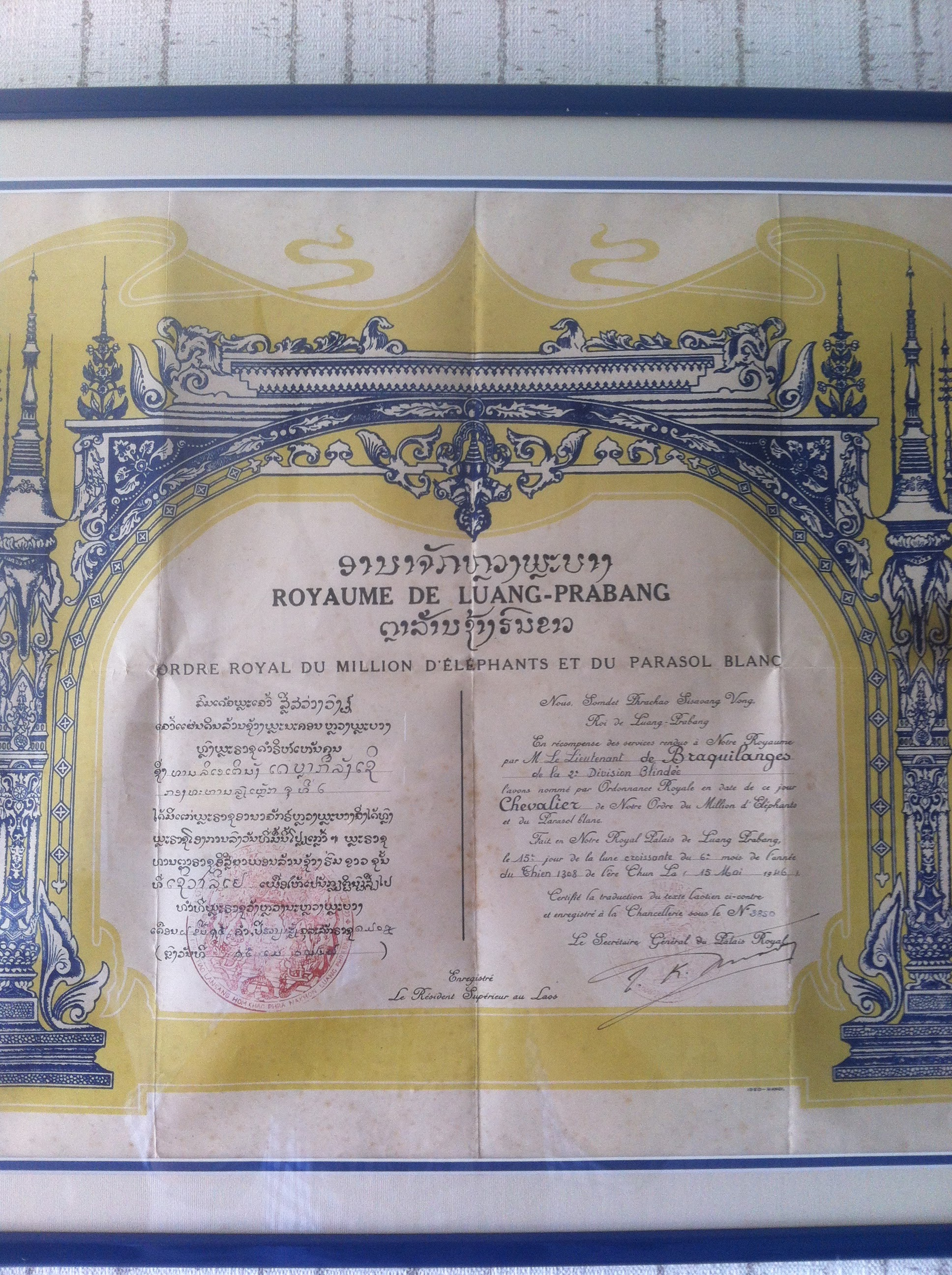